# آخر هفته بزرگ رادیو بی‌بی‌سی ۱
آخر هفته بزرگ رادیو بی‌بی‌سی ۱ (انگلیسی: BBC Radio 1's Big Weekend) (پیش از این با نام یک آخر هفته بزرگ شناخته می‌شد، همچنین در سال ۲۰۱۲ با نام آخر هفته کرایه‌ای رادیو ۱ و در سال ۲۰۱۸ با نام بزرگ‌ترین آخر هفته رادیو بی‌بی‌سی ۱ شد) یک جشنواره موسیقی است که سالی یک‌بار توسط رادیو بی‌بی‌سی ۱ برگزار می‌شود.